# Reguła Markownikowa
Reguła Markownikowa – zasada określająca kierunek reakcji addycji do podwójnego wiązania węgiel−węgiel (−C=C−). Nazwa tej reguły pochodzi od jej twórcy, rosyjskiego chemika Władimira Markownikowa, który zaproponował ją w 1869 r.
Zasada ta głosi, że na ogół w reakcjach addycji do wiązania −C=C−, występujących w wielu związkach organicznych (np. alkenach), atomy lub grupy o mniejszej elektroujemności przyłączają się do tego z dwóch atomów węgla, do którego już wcześniej było przyłączone więcej atomów lub grup o własnościach elektrododatnich. 

Np.: 

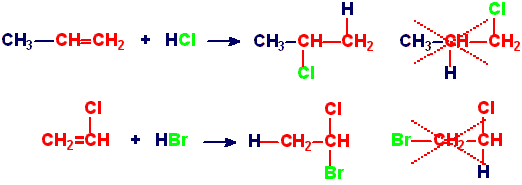
Reakcje zachodzące zgodnie z regułą Markownikowa

Uproszczona wersja sformułowania tej reguły mówi, że bardziej elektroujemna grupa przyłącza się zawsze do tego atomu węgla, przy którym jest mniej atomów wodoru lub że bardziej elektrododatnia grupa przyłącza się do tego atomu węgla, przy którym jest więcej atomów wodoru. Uproszczona wersja działa poprawnie tylko pod warunkiem, że do żadnego z atomów węgla przy podwójnym wiązaniu nie są przyłączone atomy bardziej elektrododatnie niż sam wodór (czyli silnie elektrododatnie atomy metali, stojące w szeregu aktywności metali przed atomem wodoru).
Reguła Markownikowa nie jest zawsze spełniona dla wszystkich reakcji addycji do wiązania −C=C−. Ściśle biorąc, jest ona spełniona tylko wtedy, gdy reakcja ta zachodzi poprzez mechanizm jonowy, jednocząsteczkowy (Ae1). Gdy reakcja ta przebiega według innego mechanizmu, często dochodzi do przyłączenia niezgodnie z regułą Markownikowa – mówi się wtedy o addycji "antymarkownikowskiej". Przykładem takiej reakcji jest np. addycja wodorosilanów (HSiR3) do alkenów:

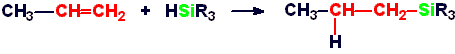
Reakcja hydrosililowania - zachodząca niezgodnie z regułą Markownikowa